# 후카사쿠 긴지
후카사쿠 긴지(일본어: 深作 欣二, 1930년 7월 3일 ~ 2003년 1월 12일)는 일본의 영화 감독이자 각본가이다. 이바라키현 미토시 출신이며, 2003년 전립선암으로 사망했다. 주요 작품으로는 《의리없는 전쟁》 시리즈, 《도라 도라 도라》 (1970년), 《배틀 로얄》 (2000년) 등이 있다.

## 감독 작품

### 영화
- 1970년 《도라 도라 도라》
- 1970년 《박도외인부대》
- 《의리없는 전쟁 시리즈》
1973년 의리없는 전쟁
1973년 의리없는 전쟁: 히로시마 사투
1973년 의리없는 전쟁: 대리 전쟁
1974년 의리없는 전쟁: 정상 작전
1974년 의리없는 전쟁: 완결편
- 1982년 《카마타 행진곡》
- 1986년 《불타는 집의 사람》
- 2000년 《배틀 로얄》
- 2001년 《배틀로얄 특별편》
- 2003년 《배틀로얄 II: 레퀴엠》

## 수상
- 2003년 제7회 부천국제판타스틱영화제 작품상 (장편) - 《부활의 날》